# Fenix Automotive
Fenix Automotive Ltd är ett brittiskt sportbilsmärke som grundades av Lee Noble 2009. Han grundade företaget ca tio år efter att  han startade sitt föregående sportbilsföretag, Noble. 
Första bilderna på prototypbilen släpptes i januari 2010. Bilarna kommer att tillverkas i Sydafrika, någon gång i slutet av 2010.